# ملنی ملودی
ملنی ملودی (انگلیسی: Melleny Melody؛ زادهٔ ۱۲ مهٔ ۱۹۶۹) ترانه‌سرا، تهیه‌کننده موسیقی و موزیک ویدئو، صداپیشه، خواننده، آهنگساز و بازیگر اهل کانادا است. وی مدرعامل شرکت پلی رکوردز است و نامزد دریافت جایزه جونو هم شده است.
از فیلم‌ها یا مجموعه‌های تلویزیونی که وی در آن‌ها نقش داشته‌است، می‌توان به کارآگاه گجت اشاره نمود.